# Association franco-yukonnaise
L'Association franco-yukonnaise (AFY) est une organisation à but non lucratif, créée en 1982, qui représente et défend les intérêts de la communauté francophone au Yukon, au Canada. Elle joue un rôle essentiel dans la promotion et le développement de la langue française et de la culture francophone dans le territoire. L'AFY offre une gamme variée de services, tels que l'éducation, la formation professionnelle, l'aide à l'intégration des nouveaux arrivants, ainsi que l'organisation d'événements culturels et communautaires. Son action contribue activement à l'épanouissement de la francophonie yukonnaise et au rayonnement de la diversité linguistique et culturelle dans le Nord canadien.

## Historique
L'Association franco-yukonnaise (AFY) est l'organisme porte-parole de la communauté franco-yukonnaise. Elle trouve son origine dans les regroupements de francophones du territoire en 1979, visant à encourager les échanges en français et à défendre leurs droits. Le 14 avril 1982, l’organisme est officiellement incorporé sous le nom d’Association des Franco-Yukonnais, avec pour mission de collaborer avec ses partenaires afin de développer les services, activités et institutions essentiels à l'épanouissement des francophones du Yukon,.
En 1983, l’AFY fonde un journal bimensuel nommé L’Aurore boréale afin de nourrir la conscience collective de la communauté francophone, et afin d'avoir un moyen de communication pour l’organisme porte-parole de la Franco-Yukonnie. D’abord un bulletin photocopié, il est devenu un journal qui parle de l’actualité en français au Yukon. Il s’agit du seul journal francophone du Yukon, avec une distribution gratuite à travers le territoire. Toujours dans le désir de favoriser les communications en français, l’AFY obtient une émission radiophonique quotidienne sur les ondes de CBC Yukon en 1985, puis une antenne de la chaine francophone de Radio-Canada en 1991.
En 1984, les efforts de l’AFY mènent à l'ouverture de deux classes de langue française à Whitehorse pour une trentaine d'élèves, malgré un besoin pour au moins 215 enfants francophones. L'arrêt Mahé (1990) de la Cour suprême du Canada oblige les territoires à créer des écoles autonomes pour les francophones, menant l’AFY à s’impliquer dans la construction de l'école Émilie-Tremblay en 1992. En 1996, à la suite du Renvoi relatif à la Loi sur les écoles du Manitoba (1993), la Commission scolaire francophone (CSF) est créée pour gérer les services éducatifs en français.
En 1988, l’AFY s’implique dans l’adoption de la loi sur les langues du Yukon. Cette loi reconnaît l'importance du français, de l'anglais et des langues autochtones sans accorder de statut de langue officielle. Elle permet l'usage de ces langues dans les débats de l'Assemblée législative et devant les tribunaux, exige que les lois soient adoptées en français et en anglais, et garantit des services en français dans les sièges centraux du gouvernement, ainsi que dans d'autres bureaux selon la demande. La loi vise aussi à promouvoir la préservation des langues autochtones.
En 1989, l’AFY participe à l’instauration de la Garderie du petit cheval blanc. La garderie est de la seule qui offre du service en français à Whitehorse. L’AFY s’engage à y verser les fonds afin d’assurer l’accessibilité et répondre à la demande de la communauté.
En 2007, lors des célébrations du 25e anniversaire de l’AFY, le gouvernement du Yukon proclame le 15 mai journée de la francophonie yukonnaise.
L'association est basée au Centre de la francophonie qui est au cœur de Whitehorse. L'AFY y offre une variété de services culturels, des formations culturelles et professionnelles, ainsi que des initiatives visant à préserver et à promouvoir l'histoire franco-yukonnaise. Elle offre également des services d'aide à l'emploi, un accueil pour les immigrants francophones, ainsi qu'un service postsecondaire en développement. Elle propose aussi un aiguillage vers les services de justice et soutient les entrepreneurs touristiques pour promouvoir le tourisme en français au Yukon.

## Mission
L'Association franco-yukonnaise se consacre à l’épanouissement et à la viabilité de la communauté francophone sur l’ensemble du territoire du Yukon. En collaboration avec ses partenaires, elle œuvre à développer des services, activités et institutions essentiels pour améliorer la qualité de vie en français. L’AFY propose une variété de programmes, allant des activités culturelles et artistiques à l’appui à l’emploi, au développement entrepreneurial et touristique, ainsi qu’à la santé et aux services sociaux. Elle joue un rôle clé dans la préservation du patrimoine francophone et le perfectionnement des compétences essentielles, contribuant au dynamisme et à la vitalité de cette communauté.